# Non réconciliés
Pour plus de détails, voir Fiche technique et Distribution.
Non réconciliés ou Seule la violence aide où la violence règne (Nicht versöhnt oder Es hilft nur Gewalt, wo Gewalt herrscht) est un film allemand réalisé par Jean-Marie Straub et Danièle Huillet, sorti en 1965.

## Synopsis
Le récit, qui dure environ cinquante-cinq minutes, est centré sur une famille d'architectes, les Fähmel, à Cologne. Leurs actions et inactions, leur courage, leur lâcheté et leurs fuites devant leurs responsabilités sont esquissés à travers trois générations, à partir de 1907 et sur une période d'environ un demi-siècle, soit après la Seconde Guerre mondiale, pendant l'ère du premier chancelier allemand, Konrad Adenauer.
Le point de départ est le 80e anniversaire du chef de famille Heinrich Fähmel. À cette occasion, tous les Fähmel se réunissent à Cologne. Leur histoire et leurs échecs passés ainsi sont racontés en flashback. Visiblement, ils ne sont pas réconciliés avec leur passé. En 1907, Heinrich a reçu la mission de construire une abbaye puis a du partir au combat pendant la Première Guerre mondiale. Ces événements  laissé de profondes blessures dans l'âme de sa femme. Leur fils Robert, impliqué dans une prétendue conspiration antifasciste au début du national-socialisme, en 1934, alors qu'il était adolescent, a été dénoncé et torturé, avec un de ses amis, Schrella. Puis les deux jeunes hommes ont du s'exiler aux Pays-Bas. Grâce aux contacts étroits de son père avec le pouvoir nazi, Robert peut  toutefois revenir au Reich sans dommage après seulement deux ans, mais il est mobilisé pendant la Seconde Guerre mondiale. Il se retrouve, peu avant la fin de la guerre, dans la situation terrible pour lui de devoir faire sauter l'abbaye construite par son père Heinrich pour des raisons stratégiques, en tant que dynamiteur de la Wehrmacht.
Schrella, en revanche, ne s'en tire pas aussi bien. Il est resté exilé aux Pays-Bas. Et vingt ans plus tard, à l'époque de la République fédérale d'Allemagne, il fait encore l'objet de recherches policières, pour cette action durant la période nazie. Nettlinger, qui avait autrefois dénoncé Robert et Schrella aux autorités nazis, n'a en revanche subi aucun dommage, ni dans sa vie ni dans son âme. Il poursuit désormais sa carrière en République fédérale : il est devenu cadre ministériel.
Enfin, le jour de l'hommage à Heinrich Fähmel, un incident dramatique se produit : la mère de Robert Fähmel, Johanna Fähmel, la matriarche de la maison, désormais dérangée mentalement en raison de crises d'agressivité et de dépression, pointe un pistolet sur Nettlinger, également arrivé, afin de le juger pour sa trahison envers son fils Robert. Mais ce dernier s'en tire avec les honneurs..

## Fiche technique
- Titre original : Nicht versöhnt
- Titre français : Non réconciliés
- Réalisation : Jean-Marie Straub et Danièle Huillet
- Scénario : d'après le roman de Heinrich Böll, Les Deux Sacrements (de) (Billard um Halbzehn), paru en 1959.
- Adaptation : Jean-Marie Straub et Danièle Huillet
- Photographie : Wendelin Sachtler
- Son : Lutz Grübnau et Willi Hanspach
- Montage : Huillet et Straub
- Musique : Jean-Sébastien Bach et Béla Bartok
- Production : Huillet et Straub
- Pays d'origine :  Allemagne de l'Ouest
- Format : noir et blanc - 35 mm - 1,37:1 - mono
- Genre : drame
- Durée : 53 minutes
- Date de sortie : 4 juillet 1965

## Distribution
- Heinrich Hargesheimer : Heinrich Fähmel à 80 ans
- Karl Heinz Hargesheimer : Heinrich Fähmel à 35 ans
- Martha Staendner : Johanna Fähmel à 70 ans
- Danièle Huillet Straub : Johanna Fähmel à 30 ans
- Henning Harmssen : Robert Fähmel à 40 ans
- Ulrich Hopmann : Robert Fähmel à 18 ans
- Joseph Weiler : Joachim Fähmel
- Eva-Maria Bold : Ruth Fähmel
- Hiltraud Wegener : Marianne
- Ulrich von Thuna : Schrella à 35 ans
- Ernst Kutzinski : Schrella à 15 ans
- Karl-Heinrich Bodenschatz : le portier de l'hôtel
- Heiner Braun : Nettlinger
- Georg Zander : Hugo / Ferdinand Progulske
- Lutz Grubnau : le premier abbé
- Martin Trieb : le deuxième abbé
- Werner Bruhl : Trischler
- Erika Bruhl : Edith
- Wendelin Sachtler : Muli
- Anita de Bell : la vieille joueuse de cartes
- Margrit Borstel : la blonde qui tricote
- Huguette Sellen : la secrétaire de Robert
- Eduard von Wickenburg : M.
- Helga Bruhl : Mme Trischler

## Appréciation critique
« Non réconciliés, de Jean-Marie Straub, condense en moins d'une heure, soixante ans d'histoire allemande à travers un récit maîtrisé avec une rigueur confondante »